# Miss Namibia 2022
Miss Namibia 2022 fue la 27.ª edición del concurso Miss Namibia. Se llevó a cabo el 12 de agosto de 2022. Al final del evento, Chelsi Shikongo coronó a Cassia Sharpley como su sucesora. Sharpley representó a Namibia en Miss Universo 2022.

## Resultados
- : Declarada como ganadora
- : Terminó como finalista
- : Terminó como una de las semifinalistas o cuartofinalistas
- : Terminó como ganadora de premios especiales

| Posiciones        | Candidata                                                      | Posición alcanzada                  |
| ----------------- | -------------------------------------------------------------- | ----------------------------------- |
| Miss Namibia 2022 | - Windhoek - Cassia Sharpley                                   | - No clasificó - Miss Universo 2022 |
| Primera finalista | - Swakopmund - Leoné Renate Van Jaarsveld                      | - No clasificó - Miss Mundo 2023    |
| Segunda finalista | - Windhoek - Diana Andimba                                     | - Top 20 - Miss Tierra 2022         |
| Top 5             | - Tsumeb - Nongee Faye Kandjii - Windhoek - Ashleigh Kleintjes |                                     |

## Candidatas
12 candidatas compitieron por el título:
| Candidata                  | Edad | Representó a         | Ref.   |
| -------------------------- | ---- | -------------------- | ------ |
| Aina Kweyo                 | 26   | Oniipa               | [ 5 ]  |
| Ashleigh Kleintjes         | 24   | Windhoek             | [ 6 ]  |
| Cassia Sharpley            | 21   | Windhoek             | [ 7 ]  |
| Diana Andimba              | 23   | Windhoek             | [ 8 ]  |
| Elizabeth Namoloh          | 23   | Windhoek             | [ 9 ]  |
| Leoné Renate Van Jaarsveld | 26   | Swakopmund           | [ 10 ] |
| Lilly Shihepo              | 26   | Pueblo de Onamutanda | [ 11 ] |
| Michelle Mukuve            | 22   | Rundu                | [ 12 ] |
| Nongee Faye Kandjii        | 26   | Tsumeb               | [ 13 ] |
| Uetuesa Zaire              | 22   | Windhoek             | [ 14 ] |
| Zawady Tjijombo            | 21   | Opuwo                | [ 15 ] |
| Zhahida Tanigu Tjizera     | 25   | Witvlei              | [ 16 ] |

## Jurado
- McBright Kavari - Diseñador[17]
- Helena Kandjumbwa - Fundadora de New Elementary Namibia[17]
- Maguire Mulder - Gerente Comercial y Gerente de Trade Marketing en Coca-Cola Namibia[17]
- Dra. Esperance Luvindao - Médica[17]
- Gerine Hoff - Editora del Windhoek Express[17]